# جرج مارتین (بازیگر اسپانیایی)
 جرج مارتین (به ایتالیایی: George Martin) (زاده  ۱۹۳۷)  بازیگر اسپانیایی است.
از فیلم‌های معروف او می‌توان به بازی در دزدان دریایی بالاکی و خشم آپاچی اشاره کرد.